# Heinz Appel (Unternehmer)
Heinrich („Heinz“) Appel (* 29. Januar 1884 in Hannover; † 13. März 1962 ebenda) war ein deutscher Kaufmann, Fabrikant und Erfinder des Begriffes „Feinkost“ für die dann von ihm geleitete Aktiengesellschaft Appel Feinkost. Zugleich war er jahrzehntelang führend in der Heimatbewegung in Niedersachsen.

## Leben
Heinz Appel wurde als Sohn des Pastorensohns, Lebensmittelgroßhändlers und Firmengründers Heinrich Wilhelm Appel (1850–1923) zur Zeit des Deutschen Kaiserreichs geboren. Nach seinem Abitur durchlief er ab 1902 in Hamburg eine Lehre in einer Firma für Erz-Importe, bevor er 1905 in das hannoversche Unternehmen seines Vaters eintrat. Dort erhielt er 1908 erst Handlungsvollmacht, wurde 1909, im Jahr des Fabrik-Neubaus am Engelbosteler Damm in der Nordstadt von Hannover, Prokurist und – nach dem Ersten Weltkrieg – 1920 Teilhaber der Firma, die er, nach dem Tod des Vaters und im Jahr des Höhepunktes der Deutschen Hyperinflation, 1923 übernahm und in eine stark expandierende Aktiengesellschaft umwandelte. Der Mann, der stets für die Pflege der deutschen Sprache stritt, ersetzte dabei auch den väterlichen Firmenbegriff „Delikatessen“ durch das von ihm etablierte Wort „Feinkost“. Nicht nur zufällig entwickelten im ersten Viertel des 20. Jahrhunderts Persönlichkeiten wie Hermann Bahlsen aus dem „Cakes“ den „Keks“ und Appel aus den „Delikatessen“ die „Feinkost“; erst die enge Verbindung zwischen Schöpfergeist und Kunst machten die Markenartikel der hannoverschen Familienunternehmen „zu etwas Besonderem“. Dazu schrieb Klaus Wiborg, Redakteur der Frankfurter Allgemeinen Zeitung: „Der Stil, der die schöpferische Investition und die geistige Unternehmerpersönlichkeit hinter der alltäglichen Ware ahnen läßt, hat sich auf Dauer als werbewirksamste Verkaufsförderung erwiesen“.
Mitte der 1930er Jahre vertrat er als Konsul Belgien.
Der begeisterte Wanderer, der sich für die Erhaltung der Lüneburger Heide durch die Förderung der Heidschnuckenzucht einsetzte sowie für die Plattdeutsche Sprache, war in vielfachem ehrenamtlichen Wirken von der Notwendigkeit des „Verwurzeltsein in der Heimat“ tief überzeugt. Er engagierte sich nebenher auch anderweitig im kulturellen Leben. So gründete er beispielsweise 1924 den Kulturring Hannover, dessen Vorsitz er bis in das Jahr der Machtergreifung durch die Nationalsozialisten 1933 innehatte. Noch zur Zeit der Weimarer Republik war er Mitbegründer der Hannoverscher Musikgemeinde, der späteren Kammermusikgemeinde Hannover. Seiner Tochter Hildegard Anna Elisabeth (* 17. August 1911 in Hannover), die zunächst ein Oberlyzeum (Höhere Töchterschule) in Hannover besucht hatte, ermöglichte er ab 24. April 1930, die Oberstufe des stark musisch orientierten reformpädagogischen und koedukativen Landerziehungsheims Schule am Meer auf der ostfriesischen Insel Juist zu absolvieren, wo sie im März 1932 die Reifeprüfung bestand.
Der Zweite Weltkrieg kostete das Unternehmen Appel nicht nur dann zerstörte Fabriken und Produktionsstätten in Altona, Prostken/Ostpreußen, auf Rügen und Hannover, sondern Heinz Appel auch alle drei Söhne, die als Soldaten fielen – und schließlich auch sein Wohnhaus in Hannover. Fortan siedelte Heinz Appel privat nach Lauenstein am Ith/Weserbergland über.
Unmittelbar nach dem Krieg machte sich Heinz Appel jedoch an den Wiederaufbau des Stammhauses der Firma in Hannover. Schon vor der Gründung der Bundesrepublik Deutschland war er ab 1946 und bis 1956 zum Vorsitzenden des Niedersächsischen Heimatbundes gewählt. Nachdem er parallel kurzzeitig zum Vorsitzenden, jahrelang auch zum stellvertretenden Vorsitzenden des Heimatbundes Niedersachsen gewählt worden war, wurde Appel 1954 zum Ehrenvorsitzenden des Vereins ernannt.
1958 erlitt Heinz Appel einen Schlaganfall und legte den Vorstandsvorsitz der Appel Feinkost AG ab, dessen Funktion dann Appels Schwiegersohn Werner Blunck übernahm.

## Ehrungen
1962, dem Todesjahr von Heinz Appel, wurde die ehemalige Militärstraße im hannoverschen Stadtteil Nordstadt in Appelstraße umbenannt.

## Schriften
- Gerd Schulte, Heinz Appel: Appel: 1879–1954; zum 75jährigen Jubiläum den Freunden unseres Hauses herzlich zugeeignet; Hannover: Appel Feinkost AG, 1954.